# Métropole de Karpénission
La Métropole de Karpénission (en grec byzantin : Ιερά Μητρόπολις Καρπενησίου) est un évêché de l'Église de Grèce. Elle a son siège à Karpenísi et elle étend son ressort sur l’ancien nôme d'Eurytanie, actuel district régional de Grèce-Centrale. La métropole a été fondée en 1979 au détriment de celle de Phocide.

## La cathédrale
C'est l'église de la Sainte-Trinité à Karpenísi.

## Les métropolites
- Nikólaos (né Dróssos à Emporió de Santorin en 1929), premier métropolite de Karpénission de 1979 à 2016.
- Geórgios (né à Kastélla sur l'île d'Eubée en 1963) depuis 2016.

## Le territoire
Le territoire de la métropole compte 97 paroisses réparties en six doyennés :

### Doyenné de Karpenísi d'Évrytanie
- Karpenísi (5 paroisses)
- et 29 autres paroisses.

### Doyenné d'Agraia
- Tripotamos (1 paroisse)
- Frangista orientale et occidentale (2 paroisses)
- et 14 autres paroisses.

### Doyenné d'Apérandia
- Argyrion neon (1 paroisse)
- Granitsa (1 paroisse)
- et 15 autres paroisses

### Doyenné d'Arakynthia
- Chélidona (1 paroisse)
- et 10 autres paroisses.

### Doyenné de Ktiménia
- Phournas (1 paroisse)
- Agia Triada (1 paroisse)
- et 8 autres paroisses.

### Doyenné d'Agrapha
- Agrapha (1 paroisse)
- et six autres paroisses.

## Les monastères

### Monastères d'hommes
- Monastère de Prousós, fondé au IXe siècle.
  - Le monastère a un métochion : la Nativité de la Mère de Dieu à Kataphygion de Koumasia.
- Monastère de Tatarni, à Tripotamos, fondé au XIe siècle.
  - Le monastère a trois métochia :
  - Saint-Nectaire de Karpenísi.
  - Sainte-Marie l'Égyptienne de Mikro Chorio d'Évrytanie.
  - Le saint kathisma de saint Sabbas à Tripotamos.

## Les solennités locales
- La fête de saint Nicolas de Karpenísi, néomartyr, le 23 septembre à Karpenísi dont il est le patron.
- La fête de saint Nicolas de Karpenísi, néomartyr, le 23 août au monastère de Proussos qui possède de ses reliques.
- La fête de saint Nicolas de Karpenísi, néomartyr, le 8 septembre au monastère de Tatarni qui possède de ses reliques.
- La fête de saint Eugène d'Étolie, vénérable, le 5 août.

## À visiter
- Les musées d'art liturgique des monastères de Proussos et de Tatarni.

## Les sources
- (el) Le site de la métropole : http://www.imkarpenisiou.gr
- Diptyques de l'Église de Grèce, édition Diaconie apostolique, Athènes (édition annuelle).